# スモール・ワールド現象
スモール・ワールド現象（スモールワールドげんしょう、small world phenomenon, small world effect）は、知り合い関係を芋づる式にたどっていけば比較的簡単に世界中の誰にでも行き着くという仮説である。あえて日本語にすれば（広いようで）「世間は狭い」現象である。
この仮説は社会心理学者スタンレー・ミルグラムが1967年に行ったスモールワールド実験 (small world experiment) で検証され、その後この仮説をもとに六次の隔たりという有名なフレーズが生まれた。この実験ではアメリカ合衆国国民から2人ずつの組を無作為に抽出し、その2人がつながっている場合には、平均すると6人の知り合いを介していることを求めた。
しかし、30年以上たった現在でも、均質化されていない（heterogeneousな）ソーシャルネットワークの間においてはどうなのか（前記「世界中の誰にでも」の類）、いまだに決着がついていない。その種の実験は、ミルグラムの論文以来ほとんど行われてこなかった。

## ミルグラムの実験
小さな専門家集団（#数学者と俳優）ではなく大きな人口集団を対象にしたミルグラムの原著は、さまざまな研究者の批判を受けた。最初の「スモールワールド」実験（Results of Communication Project と題された日付けなしの論文にある）では、ミルグラムはカンザス州のウィチタに住むさまざまな境遇の被験者60人に手紙を送った。彼らはその手紙をマサチューセッツ州ケンブリッジの特定の住所に住む神学生の妻に転送するように依頼された。転送は個人的な知り合いに手渡しで行うように指示された。直接あるいは「その友人の友人」を通して最終的な対象に到達できそうな知人を選ぶことになる。60人中50人がこの実験に乗り、最終受取人に到達したのは3通のみであった。ミルグラムは名高い1967年の論文で、その内1通は4日の間に到達したと言っている。しかし、手紙の内5%しかうまく「つなが」らなかったことには触れていない。引き続いて行われた2つの実験では、うまくつながった例が少なすぎ、その結果は出版されなかった（二回目の実験では、マサチューセッツ州に住みボストンに勤務する株仲買人を最終受取人として、オマハの160人に手紙が送られた）。なおその上に、研究者らは、「スモールワールド」実験においては数多くの微妙な因子が結果を大きく左右することを示した。異なった人種、異なった所得層に属する人々の間では、つながり方に有意な非対称性があることが研究によって示された。ミルグラム自身も共著者になっているある論文によると、最終受取人が黒人である場合は13%、白人である場合は33%がうまくつながった（最終受取人の人種は知らされていなかったのに、である）。
このような問題はあったが、ミルグラムの実験を契機に様々な新発見がなされた。送る方法にも多くの洗練が加えられた（手紙や小包の見た目の価値が、人がそれを転送しようとするかを決める鍵になる因子だった）。ミルグラムは成功率を35%にまで高めることができ、後の研究者は97%の成功率を達成している。「全世界」が小さいかどうか疑問があるにせよ、全世界のなかには小さい世界が数多く存在することはほとんど疑いの余地がない。ミシガン州立大学の学部でのつながりからはじまり、網の目のように入り組んだモントリオールのユダヤ人共同体に至るまで。
このようなつながりの間に入る知り合いの人数は平均すると6であった。（多分「6自由度 (6 degree of freedom)」に似せて）ここから「六次の隔たり（6 Degrees of Separation）」という表現が生まれた。加えて、ミルグラムは「ファンネリング」（funneling、煙突の吸い上げ、漏斗のすぼまり）効果と称するものを示している。これは平均以上のコネクションを持つ少数の「スター」 (star) がおり、彼らの手によって主な転送（すなわち「つながり」）がなされることをいう。5%しか成功しなかった「パイロット」実験でも、「成功例3のうち2例が同じ人物を経由した」とミルグラムは書いている。

## 数学者と俳優
数学者や俳優のグループといったより小さな共同体では、個人的なあるいは職業的なコネクションが密であることが見い出されている。数学者は共著関係によって自分とポール・エルデシュとの距離を示す「エルデシュ数」というものを生み出した（エルデシュとの共著がある数学者のエルデシュ数を1、エルデシュ数nの人物との共著がある数学者のエルデシュ数をn+1とする）。また、俳優についてはケヴィン・ベーコンを起点に共演関係の距離を測る同様の調査がなされ（「ベーコン数」）、ゲーム「ケヴィン・ベーコンとの六次」 (en:Six Degrees of Kevin Bacon) の情報源となった。これによれば、世界中の俳優（日本人でも、インド人でも）は、映画での共演者、そのまた共演者を通してケヴィン・ベーコンと6回以内でつながることになる。5次や6次の隔たりのある俳優を見つけるのは難しく、7次や8次以上の隔たりの俳優を探すのは極めて困難である（ベーコン指数を調べるサイトはここが有名）。

## 影響

### 社会科学
The New Yorkerに掲載された論文を元にしたen:Malcolm Gladwellの The Tipping Point では、ファンネリングを扱っている。Gladwellは、六次の隔たり現象は、広い人的ネットワークを持ち、友人を初めとする他人との接触が多い少数の特異な人々（接続者、コネクタ）に依存すると主張している。彼らがハブとなり、大多数のコネクションの薄い人々の仲介者になっているというわけである。
しかしながら、近年行われた、感染性疾患の伝染におけるスモール・ワールド効果についての研究は異なった結果をもたらした。社会のネットワーク自体の強結合性によって、通常の場合それらハブをなくしても、グラフの平均的な経路数にはほとんど差が現れなかった (Barrett et al., 2005)。

### ネットワークモデル
コーネル大学の二人の物理学者ダンカン・ワッツ及びスティーブン・ストロガッツは1998年、ネットワーク理論からスモール・ワールド現象を説明しようとする最初の論文を出した。その中で彼らは、スモール・ワールド的性格が自然のあるいは人工的なネットワーク（C. elegansの神経系や送電網）双方に出現することを示した。彼らは規則的な格子から始め、そこに少数のランダムなリンクを導入したところ、ネットワーク全体の直径（ネットワーク内の任意の2つの頂点を結ぶ最短経路の平均値を、そのネットワークの直径という）が極めて小さくなった。この研究の元になったアイデアは、ワッツが研究していたコオロギの鳴き声の同期化現象にあった。まるで見えない指揮者でもいるかのように、広い範囲にわたって高度な一致が見られるのである。ワッツとストロガッツはコオロギに見られるこの現象を説明するための数学モデルを作り、それを異なった学術領域に応用した。
総じて言えば、彼らのモデルはマーク・グラノヴェッターの観察 — 「社会的ネットワークをまとめあげているのは、まさに『弱い紐帯の強み』 ("The Strength of Weak Ties") である」— の正しさを証明したことになる。この特別なモデルはJon Kleinbergによって一般化されたが、それはなお複雑ネットワークのフィールドでの規範的なケーススタディとなっている。ネットワーク理論では「スモール・ワールド・ネットワークモデル」が盛んに研究されてきた。ランダムグラフにおける古典的な結果が若干あり、実際にはそのようなトポロジーを持たない場合ですら、スモール・ワールド現象が発生した。数学的に表現すれば、格子状のネットワークならノード数に比例して増加するはずのネットワークの直径が、ノード数の対数に比例したのである。経路の数の分布が冪則に従うネットワーク（スケールフリー・ネットワーク。極端に経路が集中するノードと、そうでないノードとがあるので、特徴的なスケールを決定することができない。そのため「尺度がない」(scale-free) と呼ばれる）も同様に説明できる。
L.A.N. Amaralらは2000年の論文で、スモール・ワールドに次の3つの種類があるとした。
- scale-freeネットワーク - 経路が一部のノードに極度に集中している。ウェブサイトのリンク、論文引用、食物連鎖など。
- broad-scaleネットワーク - 経路の集中はあるが、ある程度で頭打ちになる。共演関係のネットワーク（例えば前記「ベーコン指数」）など。
- single-scaleネットワーク - 経路の集中するノードはあるが、集中するノードほど数が減る。送電網、神経回路網、通常の人的ネットワーク。

計算機科学では、スモール・ワールド現象（という名前で呼ばれることは少ないが）はセキュアなピア・ツー・ピアプロトコル、インターネットとアドホックな無線ネットワークにおけるルーティングアルゴリズム、及びあらゆる種類の通信ネットワークにおける検索アルゴリズムを開発する際に用いられる。